# Quattro in una jeep
Quattro in una jeep (Die Vier im Jeep) è un film drammatico del 1951 diretto da Leopold Lindtberg e Elizabeth Montagu.
È stato presentato in concorso al Festival di Cannes e alla 1ª edizione del Festival di Berlino, dove si è aggiudicato l'Orso d'oro come miglior film drammatico.

## Trama
Nella Vienna del secondo dopoguerra, quattro sergenti dei Paesi occupanti sono di pattuglia nella stessa jeep. Quando viene loro affidata la missione di catturare Karl Idinger, un prigioniero evaso da un campo di concentramento sovietico, i militari di Francia, Inghilterra e Stati Uniti decidono invece di aiutarlo a fuggire con la moglie Franziska. La scelta creerà un inevitabile conflitto con il sergente russo.

## Distribuzione
Il film è stato distribuito in Svizzera a partire dal 30 marzo 1951.

### Date di uscita
- Svizzera (Die Vier im Jeep) – 30 marzo 1951
- Danimarca (Fire i en jeep) – 18 aprile 1951
- Francia (Quatre dans une jeep) – 8 giugno 1951
- Germania Ovest (Die Vier im Jeep) – 8 giugno 1951
- USA (Four in a Jeep) – 11 giugno 1951
- Austria (Die Vier im Jeep) – 9 ottobre 1951
- Svezia (4 i en jeep) – 19 novembre 1951
- Giappone (ジープの四人) – 10 gennaio 1952
- Finlandia (Neljä jeepissä) – 21 marzo 1952
- Portogallo (Quatro Num Jeep) – 6 ottobre 1952

## Riconoscimenti
- 1951 – Festival di Cannes
Candidatura al Grand Prix a Leopold Lindtberg
- 1951 – Festival internazionale del cinema di Berlino
Orso d'oro (categoria "Film drammatici")
- 1952 – British Academy Film Awards
United Nations Award